# بيرند نيومان
بيرند نيومان (بالألمانية: Bernd Neumann)‏ هو سياسي ألماني، ولد في 6 يناير 1942 في البلنغ في بولندا. حزبياً، نشط في الاتحاد الديمقراطي المسيحي.

## مناصب
- انتخب عضو في برلمان مدينة بريمن ‏.
- انتخب المفوضية الاتحادية الألمانية للثقافة والوسائط المتعددة  [لغات أخرى]‏ (2005 – 2013).
- انتخب سكرتير برلماني في ألمانيا [الإنجليزية]‏.
- انتخب عضو في البوندستاغ الألماني خلال فترته النيابية  [لغات أخرى]‏ (18 فبراير 1987 – 20 ديسمبر 1990).

## روابط خارجية
- بيرند نيومان على موقع مونزينجر (الألمانية)